# Dalton Tagelagi
Dalton Tagelagi (Alofi, 5 de junio de 1968) es un deportista y político niueño, Premier de Niue desde junio de 2020. Fue elegido para este cargo por la Asamblea de Niue el 11 de junio de 2020, derrotando a O'Love Jacobsen por 13 votos contra 7.
Tagelagi es hijo de Sam Pata Emani Tagelagi, quien se desempeñó como Presidente de la Asamblea de Niue de 1976 a 1993. Compitió en bowls para Niue en los Juegos de la Commonwealth de 2014 en Glasgow, y nuevamente en los Juegos de la Mancomunidad de 2018 en Gold Coast.
Tagelagi fue elegido por primera vez a la Asamblea de Niue en las elecciones generales de 2008. Después de las elecciones generales de 2014, fue nombrado Ministro de Infraestructura.  Fue reelegido en las elecciones generales de 2017, y posteriormente se desempeñó como Ministro de Medio Ambiente, Recursos Naturales, Agricultura, Silvicultura y Pesca.
Fue reelegido en las elecciones generales de 2020 y posteriormente elegido Premier, sucediendo a Toke Talagi.